# Conferentie van Londen (1954)
Van 28 september tot 3 oktober 1954 werd de Conferentie van Londen gehouden over de mogelijke toetreding van de Bondsrepubliek Duitsland tot de NAVO. Gelijktijdig zou het bezettingsstatuut in de westelijke bezettingszones in Duitsland beëindigd worden.
De aanleiding tot de conferentie was de afwijzing van het EDG-verdrag door het Franse parlement op 30 augustus 1954. Aan de conferentie werd deel genomen door Paul-Henri Spaak namens België, Konrad Adenauer namens de Bondsrepubliek, Lester B. Pearson namens Canada, Pierre Mendès France namens Frankrijk, Gaetano Martino namens Italië, Joseph Bech namens Luxemburg, Wim Beyen namens Nederland, Anthony Eden namens het Verenigd Koninkrijk en John Foster Dulles namens de Verenigde Staten. In het kader van de defensie van West-Europa zou Duitsland herbewapend moeten worden, waarbij de Duitse strijdkrachten in een supranationale organisatie geïntegreerd moesten worden. Duitsland moest daarbij afzien van het bezit van nucleaire, biologische en chemische wapens en moest ook verklaren af te zien van geweld om de Duitse eenheid te bereiken.
In oktober 1954 werden de besluiten van de Conferentie van Londen vastgelegd in de Verdragen van Parijs.